# Luigi Gaetano Marini
Luigi Gaetano Marini (né le 18 décembre 1742 à Santarcangelo di Romagna et mort à Paris le 7 mai 1815) fut un philologue, archéologue et antiquaire italien.

## Biographie
Né le 18 décembre 1742 à Santarcangelo di Romagna, d’une famille originaire d’Urbino, il embrassa l’état ecclésiastique, et s’appliqua dès sa jeunesse, avec beaucoup d’ardeur, à la recherche des objets d’antiquité et d’histoire naturelle. Il vint à Rome en 1764, dans l’intention de s’y vouer à la jurisprudence ; mais diverses circonstances le déterminèrent à se livrer de plus en plus à l’archéologie. Il se fit connaître d’abord par deux savantes Lettres sur divers monuments antiques, insérées dans le Giornale de’ letterati, de 1774 et 1772. Ses talents lui méritèrent les plus illustres protecteurs, et il parvint en 1782 à l’emploi important de préfet des archives du Saint-Siège, à la garde desquelles il était déjà adjoint depuis 1771. Par sa fermeté, il préserva plus d’une fois de diverses dilapidations le dépôt qui lui était confié. Un décret du 2 mai 1808 l’ayant forcé de quitter Rome, parce que Santarcangelo, sa ville natale, faisait partie du royaume d'Italie, il fut élu correspondant de l’Institut de France : il obtint en janvier 1809 la permission de retourner à Rome, en sortit de nouveau le 7 juillet suivant lors de la déportation de Pie VII, et reçut ordre en 1810 de venir à Paris quand on y transporta les archives du Vatican. Il y vécut dans la retraite la plus absolue, abandonnant les recherches d’érudition et ne s’occupant qu’à méditer en chrétien sur sa fin prochaine. Il ne parut jamais aux séances de l’Institut, quoiqu’il eût été nommé correspondant de l’Académie des inscriptions dès 1782. Monsignor Marini se détermina en 1814 à vendre sa bibliothèque. Il se disposait à mettre les archives pontificales en état d’être reportées à Rome, lorsque Napoléon, rentré dans la capitale quelques mois après, les fit déclarer impériales. Le conservateur reçut ordre de quitter Paris ; mais une pneumonie l’enleva le 7 mai 1815. Pie VII lui avait envoyé de Rome le titre de premier garde de la Bibliothèque apostolique vaticane, à laquelle il était déjà attaché depuis 1800. Quoiqu’il ait eu quelques démêlés littéraires assez vifs, notamment avec Guarnacci, Amaduzzi et le P. Paolo Antonio Paoli, c’était un homme doux et obligeant : il était en correspondance avec la plupart des savants de l’Europe, qu’il aidait de ses conseils et de ses lumières. Tiraboschi l’a cité fréquemment, et toujours avec éloge dans son Histoire de la littérature italienne.

## Œuvres
- Degli archiatri pontifici, Rome, 1784, 2 vol. in-4°. C’est l’ouvrage de Prospero Mandosio (sur les Vies des premiers médecins des papes) totalement refondu et très-augmenté. Mandosio n’avait connu que cent dix-huit archiatres (depuis le pontificat de Nicolas Ier jusqu’à celui d’Innocent XII) : Marini y en ajoute plus de deux cents, et les suit depuis Alexandre III jusqu’à Pie VI. Ses notes sont curieuses et remplies d’érudition.
- Iscrizioni antiche delle ville e de’ palazzi Albani, ibid., 1785, in-4°. Outre les 176 inscriptions conservées dans les quatre palais de la famille Albani, l’auteur en explique avec une rare sagacité 135 autres, la plupart inédites. Cet ouvrage et le précédent sont analysés avec un grand détail dans le Giornale de’ letterati, de Pise, tom. 61 ;
- Gli atti e monumenti de’ fratelli Arvali scolpiti già in tavole di marmo ed ora raccolti, diciferati e commentati, Rome, 1795, 2 vol. in-4° ; ouvrage et regardé pour ainsi dire comme classique dans la science de l’antiquité. On n’avait presque aucune notice sur les frères ruraux (fratres arvales), institués par Romulus. Ce livre ne laisse presque rien à désirer sur ce point curieux d’archéologie. L’ouvrage, orné de 67 planches, est d’une belle exécution typographique. Juan Andrés le regarde comme un excellent supplément à l’Ars critica lapidaria de Maffei, par la sagacité avec laquelle Marini y explique environ mille monuments antiques.
- Papiri diplomatici descritti ed illustrati, ibid., 1805, in-fol. avec 22 planches. C’est un recueil de cent cinquante-sept actes sur papyrus, tels que des bulles, ou des diplômes de souverains, des contrats d’acquisitions, de ventes entre particuliers, etc. La plus ancienne est de l’an 444. L’auteur y a joint des notes curieuses sur les noms, les coutumes, les lois et l’écriture de chaque époque. La préface est très-savante ; l’auteur y traite des manuscrits  grecs sur papyrus.

Parmi les ouvrages qu’il a laissés inédits, nous citerons :
- Inscriptiones christianæ latinæ et græcæ ævi milliarii, légué à la Bibliothèque du Vatican. Marini s’était occupé pendant quarante ans de ce Recueil qui forme quatre volumes in-folio, et renferme près de 9000 inscriptions des dix premiers siècles de l’Eglise ; un grand nombre sont inédites, et plus la moitié ont été copiées par lui-même ou sous sa direction avec le plus grand soin.
- Un ouvrage sur les Inscriptions doliaires ou moulées sur terre cuite.
- Mémoire des archives du Saint-Siège. Le prélat Marino Marini, son neveu, en faisait espérer la publication.

L’abbé Antonio Coppi a donné une Notice sur la Vie et les ouvrages de Luigi Gaetano Marini, dans les Annales encyclopédiques de 1817, t. 2, p. 225-287.